# Хаззан
Хаззан (хазан, хазн, от иуд.-арам. חזן‎; арам. חזנא), также ка́нтор (от лат. cantor — «певец»), шалиах цибур (от мишн. ивр. שליח צבור‎ — «посланник общины», нотар. шац) — еврей, ведущий богослужение в синагоге. В ортодоксальном иудаизме хаззанами являются только мужчины, однако в иных направлениях иудаизма эту роль может исполнять и женщина.
Члены общины тихо читают молитвы, а затем хаззан вместе с общиной повторяет их напевным речитативом и многие места поёт. Хаззана избирают из членов общины, при этом, согласно требованиям галахи хаззан должен досконально знать литургию, обладать красивым и сильным голосом и подобающей внешностью, характеризоваться безупречным поведением. Также желательно, чтобы он находился в браке.
Многие выдающиеся хаззаны ведут активную концертную деятельность. Например, кантор Гершон Сирота выступал перед императором Николаем II.
Должность хаззана существует и у караимов (в произношении караимов Восточной Европы — «газзан»).